# Copa Sudamericana 2020
Die Copa Sudamericana 2020 ist die 19. Ausspielung des nach der Copa Libertadores zweitwichtigsten südamerikanischen Fußballwettbewerbs für Vereinsmannschaften. Wie im Vorjahr nahmen insgesamt 54 Mannschaften aus den 10 Mitgliedsverbänden der CONMEBOL teil, darunter 10 ausgeschiedene Mannschaften aus dem laufenden Wettbewerb der Copa Libertadores 2020. Zum vierten Mal sollte der Wettbewerb auch analog zur Libertadores 2020 über das ganze Kalenderjahr ausgetragen werden. Aufgrund der Corona-Pandemie kam es allerdings zu Verzögerungen im Terminplan. Die 2. Runde des Wettbewerbs startete daher erst am 27. Oktober 2020. Aus Argentinien und Brasilien qualifizierten sich jeweils sechs, aus den übrigen 8 Ländern jeweils 4 Teilnehmer direkt für den Wettbewerb.
Austragungsort des Finales war das Estadio Mario Alberto Kempes in Córdoba (Argentinien).

## Teilnehmer
| Land                      | Verein                           | Qualifikationsgrund                                                                                            | Ergebnis      |
| ------------------------- | -------------------------------- | --- | ------------- |
| Argentinien 6 Startplätze | Argentinos Juniors               | Bestes nicht für die Copa Libertadores qualifiziertes Team der Copa de la Superliga 2019                       | 1. Runde      |
| Argentinien 6 Startplätze | CA Vélez Sarsfield               | Bestes nicht für die Copa Libertadores qualifiziertes Team der Superliga 2018/19                               | Halbfinale    |
| Argentinien 6 Startplätze | CA Independiente                 | Zweitbestes nicht für die Copa Libertadores qualifiziertes Team der Superliga 2018/19                          | Viertelfinale |
| Argentinien 6 Startplätze | Unión de Santa Fe                | Drittbestes nicht für die Copa Libertadores qualifiziertes Team der Superliga 2018/19                          | Achtelfinale  |
| Argentinien 6 Startplätze | CA Huracán                       | Viertbestes nicht für die Copa Libertadores qualifiziertes Team der Superliga 2018/19                          | 1. Runde      |
| Argentinien 6 Startplätze | CA Lanús                         | Fünftbestes nicht für die Copa Libertadores qualifiziertes Team der Superliga 2018/19                          | Finale        |
| Bolivien 4 Startplätze    | Nacional Potosí                  | Bestes nicht für die Copa Libertadores qualifiziertes Team der Primera División 2019                           | 1. Runde      |
| Bolivien 4 Startplätze    | Club Blooming                    | Zweitbestes nicht für die Copa Libertadores qualifiziertes Team der Primera División 2019                      | 1. Runde      |
| Bolivien 4 Startplätze    | Always Ready                     | Drittbestes nicht für die Copa Libertadores qualifiziertes Team der Primera División 2019                      | 1. Runde      |
| Bolivien 4 Startplätze    | Oriente Petrolero                | Viertbestes nicht für die Copa Libertadores qualifiziertes Team der Primera División 2019                      | 1. Runde      |
| Brasilien 6 Startplätze   | Fortaleza EC                     | Bestes nicht für die Copa Libertadores qualifiziertes Team des Campeonato Brasileiro Série A 2019              | 1. Runde      |
| Brasilien 6 Startplätze   | Goiás EC                         | Zweitbestes nicht für die Copa Libertadores qualifiziertes Team des Campeonato Brasileiro Série A 2019         | 1. Runde      |
| Brasilien 6 Startplätze   | EC Bahia                         | Drittbestes nicht für die Copa Libertadores qualifiziertes Team des Campeonato Brasileiro Série A 2019         | Viertelfinale |
| Brasilien 6 Startplätze   | CR Vasco da Gama                 | Viertbestes nicht für die Copa Libertadores qualifiziertes Team des Campeonato Brasileiro Série A 2019         | Achtelfinale  |
| Brasilien 6 Startplätze   | Atlético Mineiro                 | Fünftbestes nicht für die Copa Libertadores qualifiziertes Team des Campeonato Brasileiro Série A 2019         | 1. Runde      |
| Brasilien 6 Startplätze   | Fluminense Rio de Janeiro        | Sechstbestes nicht für die Copa Libertadores qualifiziertes Team des Campeonato Brasileiro Série A 2019        | 1. Runde      |
| Chile 4 Startplätze       | Unión La Calera                  | Bestes nicht für die Copa Libertadores qualifiziertes Team der Primera División de Chile 2019                  | Achtelfinale  |
| Chile 4 Startplätze       | Coquimbo Unido                   | Zweitbestes nicht für die Copa Libertadores qualifiziertes Team der Primera División de Chile 2019             | Halbfinale    |
| Chile 4 Startplätze       | CD Huachipato                    | Drittbestes nicht für die Copa Libertadores qualifiziertes Team der Primera División de Chile 2019             | 2. Runde      |
| Chile 4 Startplätze       | Audax Italiano                   | Viertbestes nicht für die Copa Libertadores qualifiziertes Team der Primera División de Chile 2019             | 2. Runde      |
| Ecuador 4 Startplätze     | Universidad Católica del Ecuador | Bestes nicht für die Copa Libertadores qualifiziertes Team der Gesamttabelle der Serie A 2019                  | 1. Runde      |
| Ecuador 4 Startplätze     | SD Aucas                         | Zweitbestes nicht für die Copa Libertadores qualifiziertes Team der Gesamttabelle der Serie A 2019             | 1. Runde      |
| Ecuador 4 Startplätze     | CS Emelec                        | Drittbestes nicht für die Copa Libertadores qualifiziertes Team der Gesamttabelle der Serie A 2019             | 2. Runde      |
| Ecuador 4 Startplätze     | CD El Nacional                   | Viertbestes nicht für die Copa Libertadores qualifiziertes Team der Gesamttabelle der Serie A 2019             | 1. Runde      |
| Kolumbien 4 Startplätze   | Deportivo Cali                   | Bestes nicht für die Copa Libertadores qualifiziertes Team der Gesamttabelle der Categoría Primera A 2019      | Achtelfinale  |
| Kolumbien 4 Startplätze   | Atlético Nacional                | Zweitbestes nicht für die Copa Libertadores qualifiziertes Team der Gesamttabelle der Categoría Primera A 2019 | 2. Runde      |
| Kolumbien 4 Startplätze   | Millonarios FC                   | Drittbestes nicht für die Copa Libertadores qualifiziertes Team der Gesamttabelle der Categoría Primera A 2019 | 2. Runde      |
| Kolumbien 4 Startplätze   | Deportivo Pasto                  | Viertbestes nicht für die Copa Libertadores qualifiziertes Team der Gesamttabelle der Categoría Primera A 2019 | 1. Runde      |
| Paraguay 4 Startplätze    | Club Sol de América              | Bestes nicht für die Copa Libertadores qualifiziertes Team der Gesamttabelle der Primera División 2019         | 2. Runde      |
| Paraguay 4 Startplätze    | Club Nacional                    | Zweitbestes nicht für die Copa Libertadores qualifiziertes Team der Gesamttabelle der Primera División 2019    | 1. Runde      |
| Paraguay 4 Startplätze    | River Plate Asunción             | Drittbestes nicht für die Copa Libertadores qualifiziertes Team der Gesamttabelle der Primera División 2019    | 1. Runde      |
| Paraguay 4 Startplätze    | Sportivo Luqueño                 | Viertbestes nicht für die Copa Libertadores qualifiziertes Team der Gesamttabelle der Primera División 2019    | 2. Runde      |
| Peru 4 Startplätze        | Sport Huancayo                   | Bestes nicht für die Copa Libertadores qualifiziertes Team der Gesamttabelle der Primera División 2019         | Achtelfinale  |
| Peru 4 Startplätze        | FBC Melgar                       | Zweitbestes nicht für die Copa Libertadores qualifiziertes Team der Gesamttabelle der Primera División 2019    | 2. Runde      |
| Peru 4 Startplätze        | Real Garcilaso                   | Drittbestes nicht für die Copa Libertadores qualifiziertes Team der Gesamttabelle der Primera División 2019    | 1. Runde      |
| Peru 4 Startplätze        | Atlético Grau                    | Gewinner des Copa Bicentenario 2019                                                                            | 1. Runde      |
| Uruguay 4 Startplätze     | Liverpool Montevideo             | Gewinner der Intermedio 2019                                                                                   | 2. Runde      |
| Uruguay 4 Startplätze     | Plaza Colonia                    | Bestes nicht für die Copa Libertadores qualifiziertes Team der Gesamttabelle der Primera División 2019         | 2. Runde      |
| Uruguay 4 Startplätze     | River Plate Montevideo           | Zweitbestes nicht für die Copa Libertadores qualifiziertes Team der Gesamttabelle der Primera División 2019    | Achtelfinale  |
| Uruguay 4 Startplätze     | Centro Atlético Fénix            | Drittbestes nicht für die Copa Libertadores qualifiziertes Team der Gesamttabelle der Primera División 2019    | Achtelfinale  |
| Venezuela 4 Startplätze   | Zamora FC                        | Gewinner der Copa Venezuela 2019                                                                               | 1. Runde      |
| Venezuela 4 Startplätze   | AC Mineros de Guayana            | Vizemeister des Torneo Apertura 2019                                                                           | 1. Runde      |
| Venezuela 4 Startplätze   | Llaneros de Guanare              | Bestes nicht für die Copa Libertadores qualifiziertes Team des Torneo Clausura 2019                            | 1. Runde      |
| Venezuela 4 Startplätze   | Aragua FC                        | Bestes nicht für die Copa Libertadores qualifiziertes Team der Gesamttabelle der Primera División 2019         | 1. Runde      |

Zusätzlich kommen folgende ausgeschiedene Teams aus der Copa Libertadores dazu.
| Beste der in der 3. Qualifikationsrunde der Copa Libertadores 2020 ausgeschiedenen Teams | Ergebnis      |
| ---------------------------------------------------------------------------------------- | ------------- |
| Atlético Tucumán                                                                         | 2. Runde      |
| Deportes Tolima                                                                          | 2. Runde      |
| Drittplatzierte Teams der Gruppenphase der Copa Libertadores 2020                        | Ergebnis      |
| Atlético Junior                                                                          | Viertelfinale |
| Club Bolívar                                                                             | Achtelfinale  |
| Peñarol Montevideo                                                                       | 2. Runde      |
| FC São Paulo                                                                             | 2. Runde      |
| CD Universidad Católica                                                                  | Viertelfinale |
| Estudiantes de Mérida                                                                    | 2. Runde      |
| CSD Defensa y Justicia                                                                   | Gewinner      |
| FC Caracas                                                                               | 2. Runde      |

## Modus
Der Wettbewerb wurde im reinen K.-o.-System mit Hin- und Rückspiel ausgetragen, vor dem Achtelfinale gab es zwei Runden. Das Finale wurde auf Beschluss der CONMEBOL erstmals in nur einem Spiel entschieden. In der 1. Runde starteten die 44 direkt qualifizierten Teilnehmer aus allen 10 Mitgliedsländern der CONMEBOL. In der 2. Runde kamen zu den 22 Siegern der 1. Runde die 10 Teams aus der Copa Libertadores hinzu. Diese setzten sich aus den zwei besten Verlieren der 3. Qualifikationsrunde und den 8 Gruppendritten der Gruppenphase zusammen. Der Titelverteidiger nahm nicht am Wettbewerb teil, da er automatisches Startrecht in der parallel ausgetragenen Copa Libertadores hatte. Bei Punkt- und Torgleichheit galt die Auswärtstorregel. War auch die Zahl der auswärts erzielten Tore gleich, folgte im Anschluss an das Rückspiel unmittelbar ein Elfmeterschießen.

## 1. Runde
Teilnehmer waren je sechs Mannschaften aus Argentinien und Brasilien sowie je vier Mannschaften aus den übrigen acht Ländern Südamerikas. Die Spiele fanden zwischen dem 5. Februar und dem 27. Februar 2020 statt.
| Datum       |                           | Gesamt          |                                  | Hinspiel | Rückspiel |
| ----------- | ------------------------- | --------------- | -------------------------------- | -------- | --------- |
| 04.2./18.2. | Coquimbo Unido            | 3:1             | Aragua FC                        | 3:0      | 0:1       |
| 05.2./19.2. | CR Vasco da Gama          | 1:0             | Oriente Petrolero                | 1:0      | 0:0       |
| 06.2./20.2. | Club Blooming             | 0:5             | CS Emelec                        | 0:3      | 0:2       |
| 13.2./27.2. | Zamora FC                 | 1:3             | Plaza Colonia                    | 1:0      | 0:3       |
| 04.2./18.2. | Nacional Potosí           | 2:2 (3:4 i. E.) | FBC Melgar                       | 0:2      | 2:0       |
| 11.2./25.2. | Atlético Grau             | 1:3             | River Plate Montevideo           | 1:2      | 0:1       |
| 06.2./20.2. | Unión de Santa Fe         | 3:2             | Atlético Mineiro                 | 3:0      | 0:2       |
| 12.2./26.2. | EC Bahia                  | 6:1             | Club Nacional                    | 3:0      | 3:1       |
| 05.2./20.2. | Centro Atlético Fénix     | 3:2             | CD El Nacional                   | 1:0      | 2:2       |
| 05.2./19.2. | Atlético Nacional         | 4:1             | CA Huracán                       | 3:0      | 1:1       |
| 11.2./25.2. | Club Sol de América       | 2:0             | Goiás EC                         | 1:0      | 1:0       |
| 05.2./19.2. | AC Mineros de Guayana     | 4:5             | Sportivo Luqueño                 | 2:3      | 2:2       |
| 04.2./18.2. | CA Vélez Sarsfield        | (a)2:2(a)       | SD Aucas                         | 1:0      | 1:2       |
| 06.2./20.2. | Millonarios FC            | 2:1             | Club Always Ready                | 2:0      | 0:1       |
| 12.2./26.2. | CA Lanús                  | 3:2             | Universidad Católica del Ecuador | 3:0      | 0:2       |
| 11.2./25.2. | Deportivo Cali            | 5:2             | River Plate Asunción             | 2:1      | 3:1       |
| 11.2./25.2. | Argentinos Juniors        | (a)1:1(a)       | Sport Huancayo                   | 1:1      | 0:0       |
| 04.2./18.2. | Fluminense Rio de Janeiro | (a)1:1(a)       | Unión La Calera                  | 1:1      | 0:0       |
| 12.2./26.2. | CD Huachipato             | 2:0             | Deportivo Pasto                  | 1:0      | 1:0       |
| 13.2./27.2. | Real Garcilaso            | 2:3             | Audax Italiano                   | 2:0      | 0:3       |
| 13.2./27.2. | CA Independiente          | (a)2:2(a)       | Fortaleza EC                     | 1:0      | 1:2       |
| 12.2./26.2. | Llaneros de Guanare       | 0:7             | Liverpool Montevideo             | 0:2      | 0:5       |

## 2. Runde
Teilnehmer waren die 22 Gewinner der 1. Runde und die zehn ausgeschiedenen Mannschaften aus der Copa Libertadores 2020.
| Datum         |                       | Gesamt          |                         | Hinspiel | Rückspiel |
| ------------- | --------------------- | --------------- | ----------------------- | -------- | --------- |
| 29.10./05.11. | CA Independiente      | 2:1             | Atlético Tucumán        | 1:0      | 1:1       |
| 29.10./05.11. | Unión de Santa Fe     | (a)2:2(a)       | CS Emelec               | 0:1      | 2:1       |
| 27.10./03.11. | Unión La Calera       | (a)1:1(a)       | Deportes Tolima         | 0:0      | 1:1       |
| 29.10./05.11. | Club Sol de América   | 1:2             | CD Universidad Católica | 0:0      | 1:2       |
| 28.10./04.11. | Millonarios FC        | 3:3 (4:5 i. E.) | Deportivo Cali          | 1:2      | 2:1       |
| 27.10./03.11. | Sport Huancayo        | 3:2             | Liverpool Montevideo    | 2:1      | 1:1       |
| 28.10./04.11. | CR Vasco da Gama      | 1:0             | FC Caracas              | 1:0      | 0:0       |
| 28.10./04.11. | CA Lanús              | (a)6:6(a)       | FC São Paulo            | 3:2      | 3:4       |
| 27.10./03.11. | Audax Italiano        | 2:4             | Club Bolívar            | 2:1      | 0:3       |
| 28.10./04.11. | Sportivo Luqueño      | 2:3             | CSD Defensa y Justicia  | 1:2      | 1:1       |
| 29.10./05.11. | Coquimbo Unido        | 5:0             | Estudiantes de Mérida   | 3:0      | 2:0       |
| 28.10./04.11. | CA Vélez Sarsfield    | (a)1:1(a)       | Peñarol Montevideo      | 0:0      | 1:1       |
| 28.10./04.11. | Atlético Nacional     | 2:4             | River Plate Montevideo  | 1:1      | 1:3       |
| 29.10./05.11. | Plaza Colonia         | 0:1             | Atlético Junior         | 0:1      | 0:0       |
| 29.10./05.11. | FBC Melgar            | 1:4             | EC Bahia                | 1:0      | 0:4       |
| 28.10./04.11. | Centro Atlético Fénix | 4:2             | CD Huachipato           | 3:1      | 1:1       |

## Finalrunde

### Turnierplan
|  | Achtelfinale            | Achtelfinale            | Achtelfinale |                    |       | Viertelfinale | Viertelfinale | Viertelfinale |  |  | Halbfinale | Halbfinale | Halbfinale |  |  | Finale | Finale |  |
|  |                         |                         |              |                    |       |               |               |               |  |  |            |            |            |  |  |        |        |  |
|  | CA Vélez Sarsfield      | 2                       | 5            |                    |       |               |               |               |  |  |            |            |            |  |  |        |        |  |
|  | Deportivo Cali          | 0                       | 1            |                    |       |               |               |               |  |  |            |            |            |  |  |        |        |  |
|  | Deportivo Cali          | 0                       | 1            | CA Vélez Sarsfield | 1     | 3             |               |               |  |  |            |            |            |  |  |        |        |  |
|  |                         |                         |              | CA Vélez Sarsfield | 1     | 3             |               |               |  |  |            |            |            |  |  |        |        |  |
|  |                         | CD Universidad Católica | 2            | 1                  |       |               |               |               |  |  |            |            |            |  |  |        |        |  |
|  | River Plate Montevideo  | CD Universidad Católica | 2            | 1                  | 1     | 1             |               |               |  |  |            |            |            |  |  |        |        |  |
|  | River Plate Montevideo  |                         |              |                    | 1     | 1             |               |               |  |  |            |            |            |  |  |        |        |  |
|  | CD Universidad Católica | 2                       | 0            |                    |       |               |               |               |  |  |            |            |            |  |  |        |        |  |
|  | CD Universidad Católica | 2                       | 0            | CA Vélez Sarsfield | 0     | 0             |               |               |  |  |            |            |            |  |  |        |        |  |
|  |                         |                         |              |                    |       |               |               |               |  |  |            |            |            |  |  |        |        |  |
|  |                         | CA Lanús                | 1            | 3                  |       |               |               |               |  |  |            |            |            |  |  |        |        |  |
|  | Club Bolívar            | CA Lanús                | 1            | 3                  | 2     | 2             |               |               |  |  |            |            |            |  |  |        |        |  |
|  | Club Bolívar            |                         |              |                    | 2     | 2             |               |               |  |  |            |            |            |  |  |        |        |  |
|  | CA Lanús                | 1                       | 6            |                    |       |               |               |               |  |  |            |            |            |  |  |        |        |  |
|  | CA Lanús                | 1                       | 6            | CA Lanús           | 0     | 3             |               |               |  |  |            |            |            |  |  |        |        |  |
|  |                         |                         |              | CA Lanús           | 0     | 3             |               |               |  |  |            |            |            |  |  |        |        |  |
|  |                         | CA Independiente        | 0            | 1                  |       |               |               |               |  |  |            |            |            |  |  |        |        |  |
|  | Centro Atlético Fénix   | CA Independiente        | 0            | 1                  | 1     | 0             |               |               |  |  |            |            |            |  |  |        |        |  |
|  | Centro Atlético Fénix   |                         |              |                    | 1     | 0             |               |               |  |  |            |            |            |  |  |        |        |  |
|  | CA Independiente        | 4                       | 1            |                    |       |               |               |               |  |  |            |            |            |  |  |        |        |  |
|  | CA Independiente        | 4                       | 1            | CA Lanús           | 0     |               |               |               |  |  |            |            |            |  |  |        |        |  |
|  |                         |                         |              |                    |       |               |               |               |  |  |            |            |            |  |  |        |        |  |
|  |                         | CSD Defensa y Justicia  | 3            |                    |       |               |               |               |  |  |            |            |            |  |  |        |        |  |
|  | Atlético Junior         | CSD Defensa y Justicia  | 3            | 2                  | 1 (4) |               |               |               |  |  |            |            |            |  |  |        |        |  |
|  | Atlético Junior         |                         |              |                    | 1 (4) |               |               |               |  |  |            |            |            |  |  |        |        |  |
|  | Unión La Calera         | 1                       | 2 (2)        |                    |       |               |               |               |  |  |            |            |            |  |  |        |        |  |
|  | Unión La Calera         | 1                       | 2 (2)        | Atlético Junior    | 1     | 1             |               |               |  |  |            |            |            |  |  |        |        |  |
|  |                         |                         |              | Atlético Junior    | 1     | 1             |               |               |  |  |            |            |            |  |  |        |        |  |
|  |                         | Coquimbo Unido          | 2            | 0                  |       |               |               |               |  |  |            |            |            |  |  |        |        |  |
|  | Coquimbo Unido          | Coquimbo Unido          | 2            | 0                  | 0     | 2             |               |               |  |  |            |            |            |  |  |        |        |  |
|  | Coquimbo Unido          |                         |              |                    | 0     | 2             |               |               |  |  |            |            |            |  |  |        |        |  |
|  | Sport Huancayo          | 0                       | 0            |                    |       |               |               |               |  |  |            |            |            |  |  |        |        |  |
|  | Sport Huancayo          | 0                       | 0            | Coquimbo Unido     | 0     | 2             |               |               |  |  |            |            |            |  |  |        |        |  |
|  |                         |                         |              |                    |       |               |               |               |  |  |            |            |            |  |  |        |        |  |
|  |                         | CSD Defensa y Justicia  | 0            | 4                  |       |               |               |               |  |  |            |            |            |  |  |        |        |  |
|  | EC Bahia                | CSD Defensa y Justicia  | 0            | 4                  | 1     | 0             |               |               |  |  |            |            |            |  |  |        |        |  |
|  | EC Bahia                |                         |              |                    | 1     | 0             |               |               |  |  |            |            |            |  |  |        |        |  |
|  | Unión de Santa Fe       | 0                       | 0            |                    |       |               |               |               |  |  |            |            |            |  |  |        |        |  |
|  | Unión de Santa Fe       | 0                       | 0            | EC Bahia           | 2     | 0             |               |               |  |  |            |            |            |  |  |        |        |  |
|  |                         |                         |              | EC Bahia           | 2     | 0             |               |               |  |  |            |            |            |  |  |        |        |  |
|  |                         | CSD Defensa y Justicia  | 3            | 1                  |       |               |               |               |  |  |            |            |            |  |  |        |        |  |
|  | CSD Defensa y Justicia  | CSD Defensa y Justicia  | 3            | 1                  | 1     | 1             |               |               |  |  |            |            |            |  |  |        |        |  |
|  | CSD Defensa y Justicia  |                         |              |                    | 1     | 1             |               |               |  |  |            |            |            |  |  |        |        |  |
|  | CR Vasco da Gama        | 1                       | 0            |                    |       |               |               |               |  |  |            |            |            |  |  |        |        |  |

### Achtelfinale
Die Spiele fanden zwischen dem 24. November und dem 3. Dezember 2020 statt.
|                        | Gesamt          |                         | Hinspiel  | Rückspiel |
| ---------------------- | --------------- | ----------------------- | --------- | --------- |
| CA Fénix               | 1:5             | CA Independiente        | 1:4 (1:3) | 0:1 (0:1) |
| EC Bahia               | 1:0             | Unión de Santa Fe       | 1:0 (0:0) | 0:0       |
| Atlético Junior        | 3:3 (4:2 i. E.) | Unión La Calera         | 2:1 (1:0) | 1:2 (1:1) |
| River Plate Montevideo | (a) 2:2(a)      | CD Universidad Católica | 1:2 (1:1) | 1:0 (0:0) |
| CA Vélez Sarsfield     | 7:1             | Deportivo Cali          | 2:0 (0:0) | 5:1 (2:1) |
| Coquimbo Unido         | 2:0             | Sport Huancayo          | 0:0       | 2:0 (1:0) |
| CSD Defensa y Justicia | 2:1             | CR Vasco da Gama        | 1:1 (0:0) | 1:0 (0:0) |
| Club Bolívar           | 4:7             | CA Lanús                | 2:1 (1:1) | 2:6 (1:2) |

### Viertelfinale
Die Spiele fanden zwischen dem 9. und dem 16. Dezember 2020 statt.
|                    | Gesamt     |                         | Hinspiel  | Rückspiel |
| ------------------ | ---------- | ----------------------- | --------- | --------- |
| CA Lanús           | 3:1        | CA Independiente        | 0:0       | 3:1 (3:0) |
| EC Bahia           | 2:4        | CSD Defensa y Justicia  | 2:3 (1:2) | 0:1 (0:0) |
| Atlético Junior    | (a) 2:2(a) | Coquimbo Unido          | 1:2 (1:0) | 1:0 (1:0) |
| CA Vélez Sarsfield | 4:3        | CD Universidad Católica | 1:2 (0:1) | 3:1 (1:0) |

### Halbfinale
Die Spiele wurden am 7. und 12. Januar sowie am 14. und 17. Januar 2021 ausgetragen.
|                    | Gesamt |                        | Hinspiel  | Rückspiel |
| ------------------ | ------ | ---------------------- | --------- | --------- |
| CA Vélez Sarsfield | 0:4    | CA Lanús               | 0:1 (0:1) | 0:3 (0:1) |
| Coquimbo Unido     | 2:4    | CSD Defensa y Justicia | 0:0       | 2:4       |

### Finale
| CA Lanús                                                  | CA Lanús | CSD Defensa y Justicia | CSD Defensa y Justicia |
| --------------------------------------------------------- | --- | --- | ---------------------- |
| CA Lanús                                                  | \| 23. Januar 2021 in Córdoba (Estadio Mario Alberto Kempes) \| \| Ergebnis: 0:3 (0:1) \| \| Zuschauer: Ohne Zuschauer aufgrund der COVID-19-Pandemie. \| \| Schiedsrichter: Jesús Valenzuela ( Venezuela) \| | \| 23. Januar 2021 in Córdoba (Estadio Mario Alberto Kempes) \| \| Ergebnis: 0:3 (0:1) \| \| Zuschauer: Ohne Zuschauer aufgrund der COVID-19-Pandemie. \| \| Schiedsrichter: Jesús Valenzuela ( Venezuela) \| | CSD Defensa y Justicia |
| CA Lanús                                                  | 17 Lautaro Alberto Morales – 25 Alexandro Ezequiel Bernabei 81., 6 Alexis Rafael Pérez Fontanilla, 3 Guillermo Burdisso, 35 Braian Nahuel Aguirre – 14 Lucas Gabriel Vera 69. – 19 Facundo Tomás Quignón 69., 25 Tomás Belmonte, 8 Pedro De la Vega 59. – 9 José Sand , 27 Nicolás Orsini Reserve 1 Lucas Mauricio Acosta, 39 Pablo Ezequiel Aranda, 23 Julián Ezequiel Aude Bernardi, 5 Fernando Daniel Belluschi 69., 41 Lucas Agustín Besozzi 81., 20 Matías Eduardo Esquivel, 10 Gastón Andrés Lodico, 24 Nicolás Jorge Morgantini, 11 Franco Orozco 59., 16 Facundo Martín Pérez 69., 22 Matías Damián Pérez, 29 Nicolás Alejandro Thaller Cheftrainer: Luis Francisco Zubeldía | 22 Luis Ezequiel Unsain – 18 Rafael Marcelo Delgado, 21 Héctor David Martínez, 2 Adonis Uriel Frías 74. – 34 Enzo Jeremías Fernández, 23 Eugenio Horacio Isnaldo – 33 Franco Ezequiel Paredes, 35 Valentín Larralde 84., 29 Francisco Andrés Pizzini – 31 Braian Romero 76. 22 Walter Ariel Bou 61. Reserve 5 Nelson Fernando Acevedo, 3 Marcelo Nicolás Benítez 84., 25 Néstor Adriel Breitenbruch, 37 Emanuel Brítez 76., 11 Washington Fernando Camacho Martínez 75., 27 Enzo Gabriel Coacci, 6 Nahuel Ezequiel Gallardo, 19 Gabriel Alejandro Hachen, 1 Marcos Ignacio Ledesma, 15 Nicolás Leguizamón, 9 Miguel Ángel Merentiel Serrano 61., 30 Ciro Pablo Rius Aragallo Cheftrainer: Hernán Crespo | CSD Defensa y Justicia |
| CA Lanús                                                  | 0:1 Adonis Frias (34.) 0:2 Braian Romero (62.) 0:3 Washington Fernando Camacho Martínez (90.+2') | | CSD Defensa y Justicia |
| CA Lanús                                                  | Alexandro Ezequiel Bernabei (48.), Fernando Daniel Belluschi (69.), Alexis Rafael Pérez Fontanilla (72.), Guillermo Enio Burdisso (80.) | Braian Ezequiel Romero (63.), Enzo Jeremías Fernández (77.) | CSD Defensa y Justicia |
| CA Lanús                                                  | Spieler des Spiels: Braian Ezequiel Romero | | CSD Defensa y Justicia |
| 23. Januar 2021 in Córdoba (Estadio Mario Alberto Kempes) | | |                        |
| Ergebnis: 0:3 (0:1)                                       | | |                        |
| Zuschauer: Ohne Zuschauer aufgrund der COVID-19-Pandemie. | | |                        |
| Schiedsrichter: Jesús Valenzuela ( Venezuela)             | | |                        |

## Beste Torschützen
Nachfolgend sind die besten Torschützen aufgeführt. Sie sind zunächst nach Anzahl ihrer Treffer, bei gleicher Torzahl alphabetisch sortiert.
Stand: 23. Januar 2020
| Rang | Spieler          | Klub                   | Tore |
| ---- | ---------------- | ---------------------- | ---- |
| 1    | Braian Romero    | CSD Defensa y Justicia | 10   |
| 2    | Gilberto         | EC Bahia               | 6    |
|      | Nicolás Orsini   | CA Lanús               | 6    |
| 4    | Lautaro Palacios | Coquimbo Unido         | 5    |
|      | Tomás Belmonte   | CA Lanús               | 5    |